# العلاقات الفلبينية اللاتفية
العلاقات الفلبينية اللاتفية هي العلاقات الثنائية التي تجمع بين الفلبين ولاتفيا.

## مقارنة بين البلدين
هذه مقارنة عامة ومرجعية للدولتين:
| وجه المقارنة                                              | الفلبين                       | لاتفيا                                             |
| --------------------------------------------------------- | ----------------------------- | -------------------------------------------------- |
| المساحة (كم2)                                             | 343.45 ألف                    | 64.59 ألف                                          |
| عدد السكان (نسمة)                                         | 104.92 مليون                  | 1.93 مليون                                         |
| الكثافة السكانية (ن./كم²)                                 | 305.49                        | 29.88                                              |
| العاصمة                                                   | مانيلا                        | ريغا                                               |
| اللغة الرسمية                                             | اللغة الفلبينية، لغة إنجليزية | اللغة اللاتفية                                     |
| العملة                                                    | بيسو فلبيني                   | يورو، لاتس لاتفي، الروبل اللاتفي ‏، الروبل اللاتفي ‏ |
| الناتج المحلي الإجمالي (بليون دولار)                      | 313.60 مليار                  | 30.26 مليار                                        |
| الناتج المحلي الإجمالي (تعادل القوة الشرائية) بليون دولار | 743.90 مليار                  | 49.24 مليار                                        |
| الناتج المحلي الإجمالي الاسمي للفرد دولار أمريكي          | 2.90 ألف                      | 14.06 ألف                                          |
| الناتج المحلي الإجمالي للفرد دولار أمريكي                 | 7.39 ألف                      | 23.55 ألف                                          |
| مؤشر التنمية البشرية                                      | 0.668                         | 0.819                                              |
| رمز المكالمات الدولي                                      | +63                           | +371                                               |
| رمز الإنترنت                                              | .ph                           | .lv                                                |
| المنطقة الزمنية                                           | توقيت الفلبين                 | ت ع م+02:00، ت ع م+03:00، أوروبا/ريغا ‏             |

## منظمات دولية مشتركة
يشترك البلدان في عضوية مجموعة من المنظمات الدولية، منها:
| علم المنظمة | اسم المنظمة                               | تاريخ انضمام الفلبين | تاريخ انضمام لاتفيا |
| ----------- | ----------------------------------------- | -------------------- | ------------------- |
|             | مؤسسة التنمية الدولية                     | 28 أكتوبر 1960       | 11 أغسطس 1992       |
|             | يونسكو                                    | 21 نوفمبر 1946       | 9 يوليو 1951        |
|             | وكالة ضمان الاستثمار متعدد الأطراف        | 8 فبراير 1994        | 21 أغسطس 1998       |
|             | الأمم المتحدة                             | 24 أكتوبر 1945       | 17 سبتمبر 1991      |
|             | الفريق المعني برصد الأرض                  | ?                    | ?                   |
|             | الاتحاد البريدي العالمي                   | ?                    | ?                   |
|             | البنك الدولي للإنشاء والتعمير             | 27 ديسمبر 1945       | 11 أغسطس 1992       |
|             | المنظمة الهيدروغرافية الدولية             | ?                    | ?                   |
|             | الاتحاد الدولي للاتصالات                  | 25 مايو 1912         | 11 ديسمبر 1921      |
|             | منظمة حظر الأسلحة الكيميائية              | ?                    | ?                   |
|             | مؤسسة التمويل الدولية                     | 12 أغسطس 1957        | 29 سبتمبر 1993      |
|             | المركز الدولي لتسوية المنازعات الاستشارية | 17 ديسمبر 1978       | 7 سبتمبر 1997       |
|             | منظمة التجارة العالمية                    | 1995                 | 1999                |
|             | منظمة الشرطة الجنائية الدولية             | ?                    | ?                   |

## وصلات خارجية
- موقع وزارة الخارجية الفلبينية
- موقع وزارة الخارجية اللاتفية